# U 748
U 748 war ein deutsches U-Boot der Klasse VII C, welches im Zweiten Weltkrieg von der Kriegsmarine der italienischen Marina Militare zum Ausgleich für Transport U-Boote (UIT-1 bis UIT-20) übergeben und als S 5 in Dienst gestellt wurde.

## Geschichte und Indienststellung alsS 5
Das Boot wurde am 20. August 1942 bei den Schichau-Werken in Danzig als U 748 mit der Baunummer 1558 auf Kiel gelegt. Es lief am 12. Mai 1943 vom Stapel und wurde zusammen mit U 428, U 746, U 747, U 429, U 430, U 749, U 1161, U 750 und U 1162 der italienischen Marine als S 1 (U 428), S 2 (U 746), S 3 (U 747), S 4 (U 429), S 5 (U 748), S 6 (U 430), S 7 (U 749), S 8 (U 1161), S 9 (U 750) und S 10 (U 1162) zum Ausgleich für die "Aquila" genannten Transport U-Boote übergeben, die beispielsweise im Rahmen der Gruppe Monsun im ostasiatischen Seeraum zum Einsatz kamen. Das Kommando über S 5 übernahm Capitano di Corvetta Mario Arillo, welcher bis zum 9. September 1943 das Boot bei der 8. U-Flottille erprobte und die Besatzung im Umgang mit dem neuen Boot ausbildete, jedoch überführte er das Boot nicht wie geplant nach Italien, da vorher – am 3. September 1943 – der Waffenstillstand von Cassibile zwischen Italien und den Alliierten geschlossen wurde.

## Einsatz alsU 748
Als Italiens Regierung einen Waffenstillstand mit den Alliierten schloss, entschied sich das OKM, die acht an Italien übergebenen VII-C U-Boote wieder zurückzunehmen. Die italienische Crew von S 5 wurde verhaftet und in ein Kriegsgefangenenlager transportiert. S 5 wurde dann am 6. Oktober 1943 als U 748 unter dem Kommando von Oberleutnant zur See Götz Roth, einem ehemaligen Kommandanten von U 351 in Dienst gestellt und der 24. U-Flottille als Ausbildungsboot unterstellt. Das Boot trug am Turm neben dem Flottillenzeichen der 24. U-Flottille – einer schwarzen Elchschaufel – auch ein eigenes Emblem. Ein farbiger Moritz, einer der Hauptcharaktere aus Wilhelm Buschs "Max und Moritz – Eine Bubengeschichte in sieben Streichen" befand sich kurzzeitig an der Stirnseite des Turmes. U 749, U 748's Schwesterboot, trug als Turmemblem Max aus derselben Geschichte.

## Einsatzstatistik
Obwohl das Boot ein Ausbildungsboot war, welches normalerweise keine Unternehmungen durchführte, war U 748 eines der wenigen Ausbildungs- bzw. Schulboote, welche eine Ausnahme machten.

### Verlegungsfahrt
Am 20. Juni 1944 verließ U 748 unter dem Kommando von Oberleutnant Roth Gotenhafen um 2:00 Uhr und verlegte nach Tallinn, wo es am nächsten Tag ohne besondere Vorkommnisse einlief.

### Erste und einzige Unternehmung
Nach dem Auslaufen aus Tallinn am 5. Juli 1944 um 7:00 Uhr befand sich das Boot für fünf Tage auf See. Die Fahrt führte über Helsinki, Risholm nach Nuokko und zurück nach Helsinki. Die Operationsgebiete waren die nördliche Ostsee, vor Koivisto und die Narwa Bucht. Kommandant Roth konnte vor dem Einlaufen in Helsinki keine Schiffe versenken oder beschädigen.

### 2. Verlegungsfahrt
U 748 verließ Helsinki am 21. Juli um 13:00 Uhr und traf vier Tage später in Gotenhafen ein. Während der Liegezeit in Gotenhafen verließ der Erste Wachoffizier (I WO) Oberleutnant zur See Siegfried Endler das Boot und begab sich zum Kommandantenlehrgang. Er stellte am 21. März 1945 U 4711 in Dienst, ein Typ XXIII-Boot der Kieler Germaniawerft.

### 3. Verlegungsfahrt
Mit dem Unternehmen Hannibal begann die Evakuierung der Ostsee-Stützpunkte der Kriegsmarine in Folge des Heranrückens der Roten Armee. So verlegte am 27. Januar 1945 auch das noch immer in Gotenhafen liegende U 748, dieses Mal unter dem Kommando von Oberleutnant Hans-Friedrich Puschmann, da OL Roth im April das Typ IX C/40 Boot U 1232 von Kapitän zur See Kurt Dobratz übernahm und KL Knecht zur Baubelehrung des Bremer Typ XXI Bootes U 3036 abkommandiert wurde. Es erreichte am 3. Februar sicher den Hafen von Rendsburg, wo es nach Maßgaben des Regenbogen-Befehls von der Besatzung unter dem Kommando von Oberleutnant Dingler im Mai selbst versenkt wurde.

## Verbleib
Am 3. Mai 1945 wurden die Flutventile von U 748 geöffnet und das Boot an der Pier selbst versenkt. Es wurde im Juni 1945 gehoben und abgebrochen. Der Zeitzeuge Wittford erinnerte sich: „Am Nachmittag des 5. oder 6. Mai 1945 ruderten wir Jungen, zwischen 10 und 14 Jahre alt, mit dem Rettungsboot der Holland – sie gehörte Kapitän Behrmann – in Richtung Armesünderbucht hinter der Ahlmann-Carlshütte. Hier lag das Frachtschiff Clio mit Ausrüstungsgegenständen für die Wehrmacht, die nun nicht mehr benötigt wurde. Als wir mit dem Boot den alten hölzernen ehemaligen Schiffsanleger vor der Carlshütte passierten, entdeckten wir etwa 100 Meter rechts davon etwas für uns Unheimliches. Aus dem dunklen Eider-Wasser lugte ein schiefliegender U-Boot-Turm hervor! Das Boot lag ungefähr sechs bis zehn Meter von der alten Kaimauer auf Grund. Wir fuhren langsam an den in halber Höhe aus dem Wasser ragenden Turm heran. Das Wasser gluggerte im inneren des Turmes. Als ich mit dem Handrücken gegen den Turm schlug, hörte es sich an wie eine ausklingende Glocke.“
Dieser Bericht wurde in der Schleswig-Holsteiner Landeszeitung von 1985 unter dem Titel „Rendsburger U-Boot-Geschichten“ veröffentlicht.